# Xsorbaronia sorbifolia
Xsorbaronia sorbifolia är en rosväxtart som först beskrevs av Jean Louis Marie Poiret, och fick sitt nu gällande namn av Schneid.. Xsorbaronia sorbifolia ingår i släktet Xsorbaronia och familjen rosväxter. Inga underarter finns listade i Catalogue of Life.